# 892
Cette page concerne l'année 892  du calendrier julien. Pour l'année 892 av. J.-C., voir 892 av. J.-C.
L'année 892 est une année bissextile qui commence un samedi.

## Événements

### Proche-Orient
- 16 - 17 octobre : début du règne du calife ‘abbasside al-Mu'tadid (fin en 902). Le nouveau calife transfère la capitale de Samarra à Bagdad[1]. Les Abbassides s’installent sur la rive orientale de l’Euphrate, où se multiplient les palais et les jardins. La rive occidentale reste le centre économique et le lieu de résidence populaire (quartier al Karkh). Samarra est abandonnée. L’épuisement du trésor du calife s’accentue. Les révoltes Qarmates aggravent la situation. Les militaires prennent de plus en plus d’importance.

### Europe
- Février
  - Les Vikings de Louvain ravagent la rive gauche du Rhin jusqu'à Bonn, puis rentrent en Francie occidentale par Prüm et les Ardennes. La région entre Reims et Cambrai est dévastée[2].
  - Échec d'une entrevue en Bavière entre Arnulf de Carinthie et le prince morave Svatopluk[3]. En juillet, la guerre reprend entre la Germanie et la Grande-Moravie.
- 17 avril : incendie accidentel suivi du pillage de l'abbaye Saint-Vaast d'Arras et du castrum adjacent. Baudouin II de Flandre, en révolte contre le roi Eudes, prend possession d'Arras et en fait restaurer les fortifications. Eudes intervient en Flandre, prend Laon où il fait exécuter le comte Gautier, puis se retire pendant que Baudouin se rend à Bruges dont c'est la première mention[2].
- 30 avril : en Italie, Guy de Spolète associe son fils Lambert à l'empire[4].
- 13 juin : Eudes est à Tours avec son frère Robert : il intervient en Aquitaine où il soutient Aymar, qui devient comte de Poitiers, au détriment d'Ebles Manzer. Après un séjour à Limoges, Angoulême  puis Périgueux, il marche contre Guillaume le Pieux et le dépouille de ses bénéfices au profit de Hugues, comte de Bourges, qui est tué par son compétiteur la même année. Eudes est à Cosne-sur-Loire le 22 septembre[2].
- Juillet : Arnulf de Carinthie envahit la Grande-Moravie. Il fait alliance avec les Magyars contre le prince morave Svatopluk[5].
- Automne : en conséquence de la famine qui sévit en Francie occidentale, les Normands quittent en masse le continent devenu exsangue pour se rendre en Angleterre par Boulogne[2].

- Évreux est prise par les Vikings[6].
- Les possessions byzantines en Italie du sud sont érigées en thème de Longobardie[7].